# Bahnhof Amersfoort-Staat

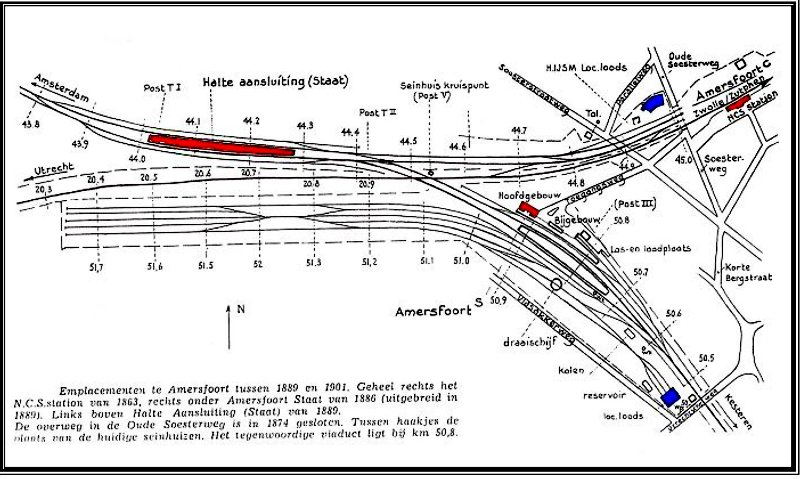
Bahnhofssituation in den 1890ern

Der Bahnhof Amersfoort-Staat war ein Bahnhof an der Bahnstrecke Kesteren–Amersfoort.

## Geschichte
Es war der zweite Bahnhof der Stadt, nach Amersfoort NCS. Der Bahnhof wurde am 18. Februar 1886 eröffnet. Er lag westlich außerhalb der Stadtmauern von Amersfoort und war ca. 900 m entfernt vom anderen Bahnhof an der von Hollandsche IJzeren Spoorweg-Maatschappij (HIJSM) neu gebauten Strecke südostwärts nach Kesteren. Westlich das Bahnhofen schloss sich ein fünfgleisiger Abstell- und Rangierbahnhof an. Nordwestlich schloss die Strecke an die der Niederländischen Zentralbahngesellschaft (NCS) Bahnstrecke Utrecht–Kampen (Centraalspoorweg) an. Der Bahnhof Amersfoort-Staat befand sich am Toegangsweg (heute: Kersenbaan), kurz hinter der Abzweigung der Bahnlinie nach Kesteren, ungefähr an der Stelle des heutigen Eisenbahnviadukts in der Stationsstraat. Damit wurde Amersfoort zum Bahnknotenpunkt.
Mit der Zeit stellte sich die Situation und Lage der Bahnhöfe als unbefriedigend für die Passagiere heraus, so dass sich die HIJSM dazu entschloss, im westlichen Gleisfeld der beiden zusammenlaufenden Linien einen Umsteigebahnhof (Amersfoort Staat Aansluiting) zu bauen. Dieser hatte jedoch durch seine Lage inmitten des Gleisfeldes keinen Straßenanschluss und konnte nur über die beiden anderen Bahnhöfe per Zug erreicht werden. In den 1890ern gab es nun drei Bahnhöfe (s. Bild: Bahnhofssituation 1890er). HIJSM hatte ihre Strecke inzwischen bis nach Amsterdam verlängert und durch das gestiegene Passagieraufkommen und die geringe Kapazität der vorhandenen Bahnhöfe entschloss sie sich östlich des Anschlussbahnhofes einen zentralen Hauptbahnhof (Amersfoort Centraal) zu bauen. Aansluiting wurde noch vor bzw. während der Bauphase für Centraal abgerissen um Platz für das neue Gebäude und die Verlegung der Gleise zu schaffen. Nach dessen Eröffnung am 1. Januar 1901 wurde der Bahnhof Staat geschlossen und abgerissen. Der Bahnhof NCS blieb noch bis 1904 parallel in Betrieb. Er ist der einzig noch erhaltene „alte“ Bahnhof der Stadt.
Die Strecke nach Kesteren wurde noch bis zum 17. September 1944 betrieben, dann geschlossen und später komplett zurückgebaut.